# Église Saint-Martin de Regnière-Écluse
L'église Saint-Martin de Regnière-Ecluse est située dans la commune de Regnière-Écluse, dans le département de la Somme, au nord-ouest d'Abbeville.

## Historique
L'église de Regnière-Ecluse a été construite au XVIe siècle, la voûte du chœur porte la date de 1506.
L'église de Regnière-Ecluse est protégée au titre des monuments historiques : inscription par arrêté du 15 octobre 2014.

## Caractéristiques
L'église de Regnière-Ecluse a été construite en pierre selon un plan basilical avec nef, transept et chœur terminé en abside. Le clocher-porche est surmonté d'un toit à quatre pans recouvert d'ardoises. Le portail est orné d'une sculpture de la Vierge portant le Christ sur ses genoux. Les clefs de voûte sont ornées de rosaces ou d'écussons. La chaire à prêcher est ornée d'un décor sculpté.

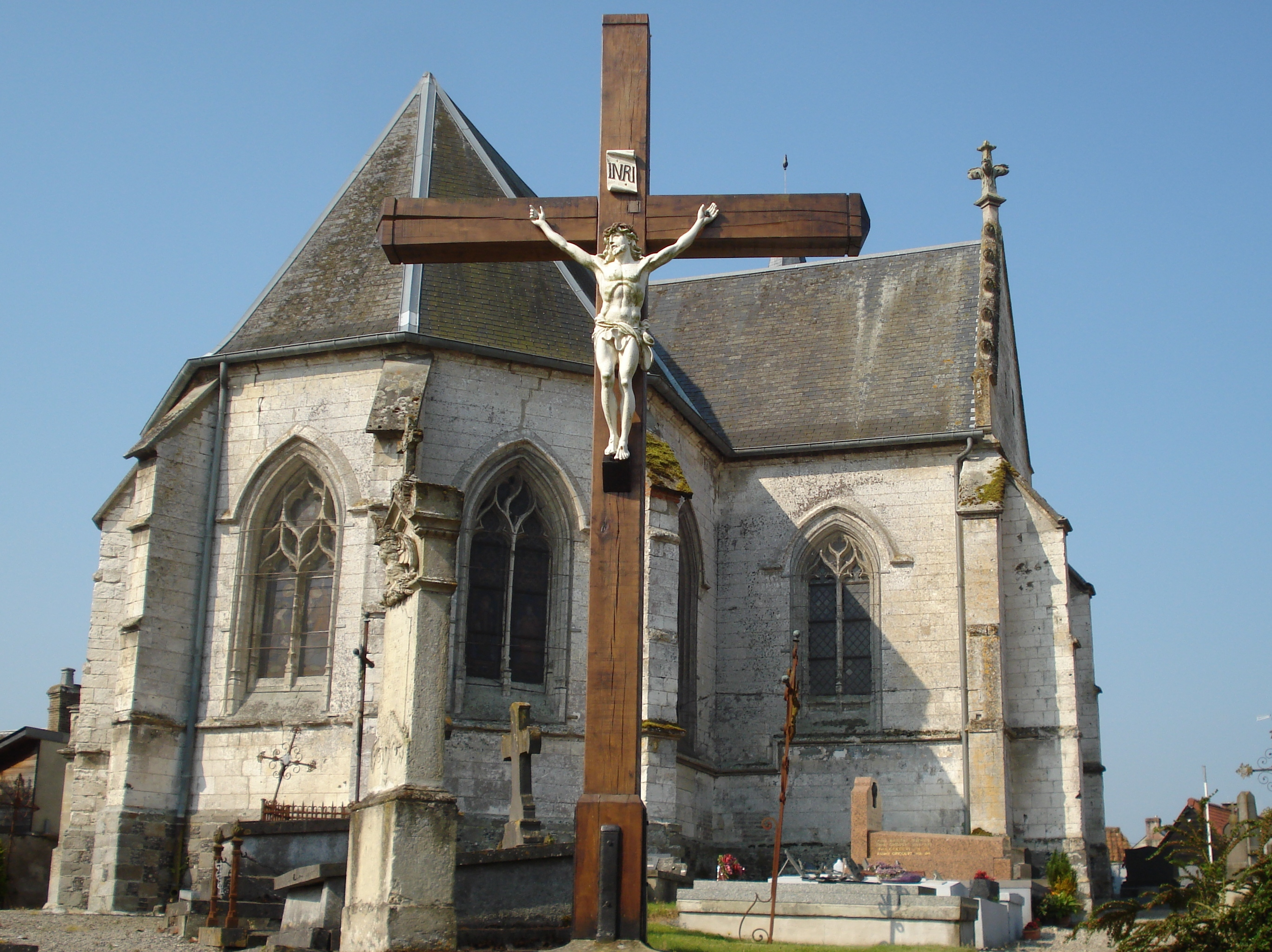
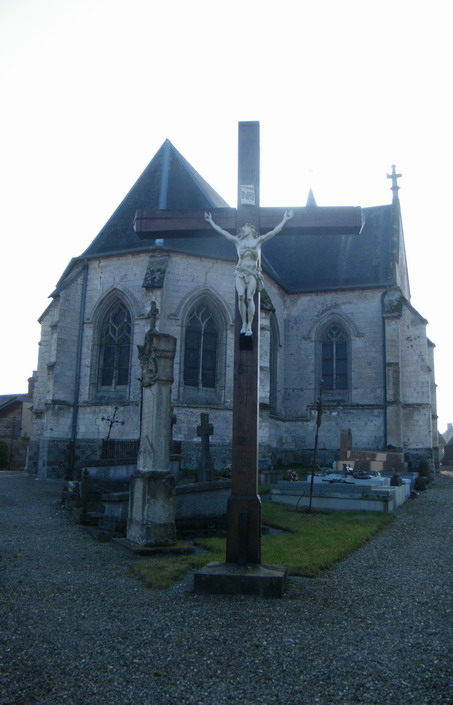